# Football League 1890/1891
Football League 1890/1891 spelades mellan 6 september 1890 och 18 april 1891 och var den tredje säsongen av The Football League. Tolv klubbar deltog och Everton blev mästare för första gången, två poäng före Preston North End som vunnit de två föregående säsongerna. Alla lagen mötte varandra en gång hemma och en gång borta. Två poäng gavs för seger, en poäng för oavgjort och noll poäng för förlust. 
Efter säsongens slut var de fyra sist placerade klubbarna tvungna att ansöka om återval till ligan. Samtliga blev återvalda samtidigt som ligan inför kommande säsong utökades med två nya klubbar, Darwen FC och Stoke FC.

## Säsongssammanfattning
Everton inledde säsongen med fem raka segrar och gick tidigt upp i ligaledning. Efter halva säsongen, den 15 november, ledde de serien på 16 poäng, lika många som tvåan Wolverhampton men med bättre målkvot. Vid nyår hade Everton drygat ut sin ledning, med 27 poäng var de tre poäng före Wolverhampton. Everton behöll ligaledningen hela våren och inför den sista omgången den 14 mars ledde Everton ligan med två poäng före Preston. Preston kunde fortfarande vinna om de vann sin match samtidigt som Everton förlorade, då skulle båda lagen hamna på samma poäng och målkvot skulle avgöra. Bägge lagen förlorade dock sin avslutande match.
Everton fick därmed totalt 29 poäng och blev därmed Engelska ligamästare för första gången i klubbens historia. Tvåa blev fjolårsmästarna Preston på 27 poäng, enbart två poäng efter, med Notts County trea på 26 poäng.
Bottenstriden var odramatisk och West Bromwich Albion blev tidigt avhängda på sista plats med Aston Villa, Accrington och Derby County på resterande återvalsplatser.
Vid säsongens slut är de fyra sämst placerade lagen i ligan Aston Villa på nionde plats med 18 poäng, följt av Accrington på tionde plats med 16 poäng, Derby på elfte plats med 15 poäng och West Bromwich på tolfte och sista plats med 12 poäng. Samtliga fyra lag måste ansöka om återval till ligan för spel kommande säsong Football League 1891/1892 samtidigt som ligan utökades med två nya klubbar, Darwen FC och Stoke FC.

## Sluttabell
Tabell och matchresult från Engelska ligan division 1 säsongen 1890/1891.
| Nr | Lag                  | S  | V  | O | F  | GM | IM | MS  | P  |
| -- | -------------------- | -- | -- | - | -- | -- | -- | --- | -- |
| 1  | Everton              | 22 | 14 | 1 | 7  | 63 | 29 | +34 | 29 |
| 2  | Preston North End    | 22 | 12 | 3 | 7  | 44 | 23 | +21 | 27 |
| 3  | Notts County         | 22 | 11 | 4 | 7  | 52 | 35 | +17 | 26 |
| 4  | Wolverhampton        | 22 | 12 | 2 | 8  | 39 | 50 | −11 | 26 |
| 5  | Bolton Wanderers     | 22 | 12 | 1 | 9  | 47 | 34 | +13 | 25 |
| 6  | Blackburn Rovers     | 22 | 11 | 2 | 9  | 52 | 43 | +9  | 24 |
| 7  | Sunderland*          | 22 | 10 | 5 | 7  | 51 | 31 | +20 | 23 |
| 8  | Burnley              | 22 | 9  | 3 | 10 | 52 | 63 | −11 | 21 |
| 9  | Aston Villa          | 22 | 7  | 4 | 11 | 45 | 58 | −13 | 18 |
| 10 | Accrington           | 22 | 6  | 4 | 12 | 28 | 50 | −22 | 16 |
| 11 | Derby County         | 22 | 7  | 1 | 14 | 47 | 81 | −34 | 15 |
| 12 | West Bromwich Albion | 22 | 5  | 2 | 15 | 34 | 57 | −23 | 12 |

|  | Engelska ligamästare                                                       |
|  | Fick ansöka om återval till Football League 1891/1892. Ansökas beviljades. |
|  | Fick ansöka om återval till Football League 1891/1892. Ansökan avslogs.    |

Om två lag hamnade på samma poäng så avgjordes placering genom målkvot (målskillnaden i tabellen ovan kan ses som information)
- =Sunderland fick två poängs avdrag för att ha använt en oregistrerad spelare)

## Matchresultat
Matchresultat från säsongen 1890/1891.
| Hemma \ Borta           | ACC | ASV | BLR | BOL | BUR | DER | EVE | NCO | PNE | SUN | WBA | WOL |
| Accrington              | —   | 1–3 | 0–4 | 2–1 | 1–1 | 4–0 | 1–2 | 3–2 | 1–3 | 4–1 | 1–0 | 1–2 |
| Aston Villa             | 3–1 | —   | 2–2 | 5–0 | 4–4 | 4–0 | 2–2 | 3–2 | 0–1 | 0–0 | 0–4 | 6–2 |
| Blackburn Rovers        | 0–0 | 5–1 | —   | 0–2 | 5–2 | 8–0 | 2–1 | 1–7 | 1–0 | 3–2 | 2–1 | 2–3 |
| Bolton Wanderers        | 6–0 | 4–0 | 2–0 | —   | 1–0 | 3–1 | 0–5 | 4–2 | 1–0 | 2–5 | 7–1 | 6–0 |
| Burnley                 | 2–0 | 2–1 | 1–6 | 1–2 | —   | 6–1 | 3–2 | 0–1 | 6–2 | 3–3 | 5–4 | 4–2 |
| Derby County            | 1–2 | 5–4 | 8–5 | 1–1 | 2–4 | —   | 2–6 | 3–1 | 1–3 | 3–1 | 3–1 | 9–0 |
| Everton                 | 3–2 | 5–0 | 3–1 | 2–0 | 7–3 | 7–0 | —   | 4–2 | 0–1 | 1–0 | 2–3 | 5–0 |
| Notts County            | 5–0 | 7–1 | 1–2 | 3–1 | 4–0 | 2–1 | 3–1 | —   | 2–1 | 2–1 | 3–2 | 1–1 |
| Preston North End       | 1–1 | 4–1 | 1–2 | 1–0 | 7–0 | 6–0 | 2–0 | 0–0 | —   | 0–0 | 3–0 | 5–1 |
| Sunderland              | 2–2 | 5–1 | 3–1 | 2–0 | 2–3 | 5–1 | 1–0 | 4–0 | 3–0 | —   | 1–1 | 3–4 |
| West Bromwich Albion    | 5–1 | 0–3 | 1–0 | 2–4 | 3–1 | 3–4 | 1–4 | 1–1 | 1–3 | 0–4 | —   | 0–1 |
| Wolverhampton Wanderers | 3–0 | 2–1 | 2–0 | 1–0 | 3–1 | 5–1 | 0–1 | 1–1 | 2–0 | 0–3 | 4–0 | —   |

### Fotnoter
1. ↑  ”English League Leading Goalscorers”. RSSSF. Arkiverad från originalet den 8 juni 2009. https://www.webcitation.org/5hNVhUxHC?url=http://www.rsssf.com/tablese/engtops.html#1947-1. Läst 31 oktober 2010.
2. ↑  ”Fooball League 1890/91” (på engelska). www.footballsite.co.uk. Arkiverad från originalet den 30 september 2018. https://web.archive.org/web/20180930082225/http://www.footballsite.co.uk/Statistics/LeagueTables/Season1890-91/FL1890-91.htm. Läst 15 november 2013.
3. ↑  ”English Football League 1890-1891 : Table” (på engelska). www.statto.com. Arkiverad från originalet den 5 februari 2015. https://web.archive.org/web/20150205050834/http://www.statto.com/football/stats/england/football-league/1890-1891/table. Läst 15 november 2013.
4. ↑  ”England 1890/91 First division” (på engelska). wildstat.com. http://wildstat.com/p/2301/ch/ENG_1_1890_1891/stg/all/tour/last. Läst 15 november 2013.
5. ↑  {{webbref |url=http://www.rsssf.com/engpaul/FLA/1890-91.html |titel=England 1890-91 |språk=engelska |utgivare=Rec.Sport.Soccer Statistics Foundation|hämtdatum=15 nov 2013| arkivurl= https://web.archive.org/web/20100317142413/http://www.rsssf.com/engpaul/FLA/1890-91.html%7C arkivdatum= 17 mars 2010
6. ↑  Ian Laschke: Rothmans Book of Football League Records 1888–89 to 1978–79. Macdonald and Jane’s, London & Sydney, 1980.}}